# Miss Venezuela 1981
El Miss Venezuela 1981 fue la vigésima octava (28º) edición del certamen Miss Venezuela, la cual se celebró en Caraballeda, estado Vargas, el 7 de mayo de 1981. La ganadora del certamen fue Irene Sáez Conde, quien participó como Miss Miranda.
El certamen fue transmitido en vivo por Venevisión desde el Hotel Macuto Sheraton, en Caraballeda, estado Vargas. Al final de la última noche de competición la saliente Miss Venezuela, Maye Brandt, coronó a Irene Sáez Conde, Miss Miranda como la nueva Miss Venezuela.
Esta edición es muy recordada, y en forma positiva, por el hecho de que tanto la ganadora como la primera finalista obtuvieron la hazaña de ganar las respectivas coronas del Miss Universo y Miss Mundo de ese mismo año, entrando así Venezuela en la edición del Libro Guinness de los récords de 1982.[cita requerida]
Participaron en total unas 19 candidatas y, desde el primer momento, Irene Sáez fue la absoluta favorita de esta edición; destacándose la noche de la votación con un vestido rosado de María Teresa Sertal, apuntalando su cómodo triunfo. La más cercana finalista fue Pilín León, Miss Aragua, quien impactó con su 1,78 m de altura y por ello ganó el mejor cuerpo del concurso. Por otra parte, Sáez fue proclamada "Miss Fotogenia".

## Resultados
| Resultado           | Candidata                            |
| ------------------- | ------------------------------------ |
| Miss Venezuela 1981 | - Miranda - Irene Sáez               |
| 1era Finalista      | - Aragua - Pilín León                |
| 2.ª Finalista       | - Distrito Federal - Miriam Quintana |
| 3era Finalista      | - Apure - Norys Silva                |
| 4.ª Finalista       | - Zulia - Ana Verónica Muñoz         |
| 5.ª Finalista       | - Departamento Vargas - Irama Muñoz  |
| 6.ª Finalista       | - Bolívar - Miúrica Yánez            |

### Premiaciones especiales
- "Miss simpatía" - Maricel Azpúrua Laguna (Miss Amazonas)
- "Miss amistad" y "Miss elegancia" - Miúrica Yánez Callender (Miss Bolívar)
- "Miss fotogénica" - Irene Sáez Conde (Miss Miranda)

## Participantes
| - Miss Amazonas - María Celeste "Maricel" Azpúrua Laguna - Miss Apure - Norys Cristina Silva Correa - Miss Aragua - Carmen Josefina "Pilín" León Crespo - Miss Barinas - Mariela Pérez Urbina - Miss Bolívar - Miúrica Yánez Callender - Miss Carabobo - Diana Mercedes Iturriza Rondón - Miss Departamento Vargas - Irama Mercedes Muñoz Ramírez - Miss Distrito Federal - Miriam Sagrario Quintana Quintana - Miss Falcón - Leonor del Carmen Fernández Páez - Miss Guárico - Rosana Mangieri Cardozo (+) | - Miss Lara - Úrsula Elena Remien Schuchard - Miss Mérida - Marle Yajaira Broccolo Castro - Miss Miranda - Irene Lailín Sáez Conde - Miss Monagas - Yesenia Josefina Maurera Núñez - Miss Portuguesa - Olga Martínez - Miss Sucre - Zulay de las Nieves Lorenzo Molina - Miss Táchira - Dulce Leonor Porras Durán - Miss Trujillo - Hodalys de las Mercedes Paiva Chataing (+) - Miss Zulia - Ana Verónica Muñoz Blum |

## Participación en concursos internacionales
- Iene Sáez (Miranda) ganó el Miss Universo 1981, celebrado en Nueva York, Estados Unidos.
- Pilín León (Aragua) ganó el Miss Mundo 1981 celebrado en Londres, Inglaterra.
- Miriam Quintana (Distrito Federal) clasificó en el Top 15 en Miss Internacional 1981 celebrado en Tokio, Japón.

## Post concurso
- Olga Martínez (Portuguesa) realizó una breve carrera como actriz de telenovelas.
- Yajaira Broccolo (Mérida) también se convirtió en actriz.
- Irene Sáez (Miranda) luego de su reinado procreó una fructífera carrera en la política, llegando a ser desde alcaldesa hasta candidata a la Presidencia de la República.
- Pilín León (Aragua) fue una reconocida modelo luego de entregar corona, también incursionó en la animación.
- Miúrica Yáñez (Bolívar) fue una reconocida modelo de la época
- Miriam Quintana (Distrito Federal) en noviembre de 1981 asumió las responsabilidades de Miss Venezuela como reina encargada debido a los triunfos internacionales de Irene y Pilín. Al año siguiente, probó suerte como conductora de TV prestando servicios para Venevisión y en 1983 tuvo a su cargo el espacio "Pregúntale a Caldera", perteneciente a la Franja Electoral del Consejo Supremo Electoral.